# 尾崎紀世彥
尾崎紀世彦（1943年1月1日－2012年5月30日），日本歌手，有日本版湯姆·瓊斯之稱。

## 人物簡介
尾崎紀世彦出生於東京都澀谷區，在神奈川縣茅崎市成長，外祖父是英國人。
少年時期即開始接觸音樂，跟中學同學以及朋友組過樂隊。1970年發行第一張個人專輯『別れの夜明け』。
1971年發行的『また逢う日まで』不僅是尾崎在歌壇的成名曲也是其一生的代表作。這首由阿久悠作詞、筒美京平作曲的曲目，奪得當年第13屆日本唱片大獎最大獎及第2屆日本歌謠大獎最大獎，更使尾崎獲邀參與年底舉辦的第22屆NHK红白歌合戰。
2012年5月30日，因肝臟癌病逝於東京都的一家醫院，享年69歲。12月30日，獲第54回日本唱片大獎特別功勞獎。

## NHK紅白歌合戰出場歷
| 年度/回數                 | 回 | 曲目                         | 出演順 | 對戰歌手   | 備註           |
| ------------------------- | -- | ---------------------------- | ------ | ---------- | -------------- |
| 1971年（昭和46年）/第22回 | 初 | また逢う日まで               | 01/25  | 南沙織     | 首次出場       |
| 1972年（昭和47年）/第23回 | 2  | ゴッドファーザー～愛のテーマ | 08/23  | 山本リンダ |                |
| 1990年（平成2年）/第41回  | 3  | また逢う日まで               | 08/29  | オユンナ   | 18年來再次出場 |